# 베리예프 Be-200

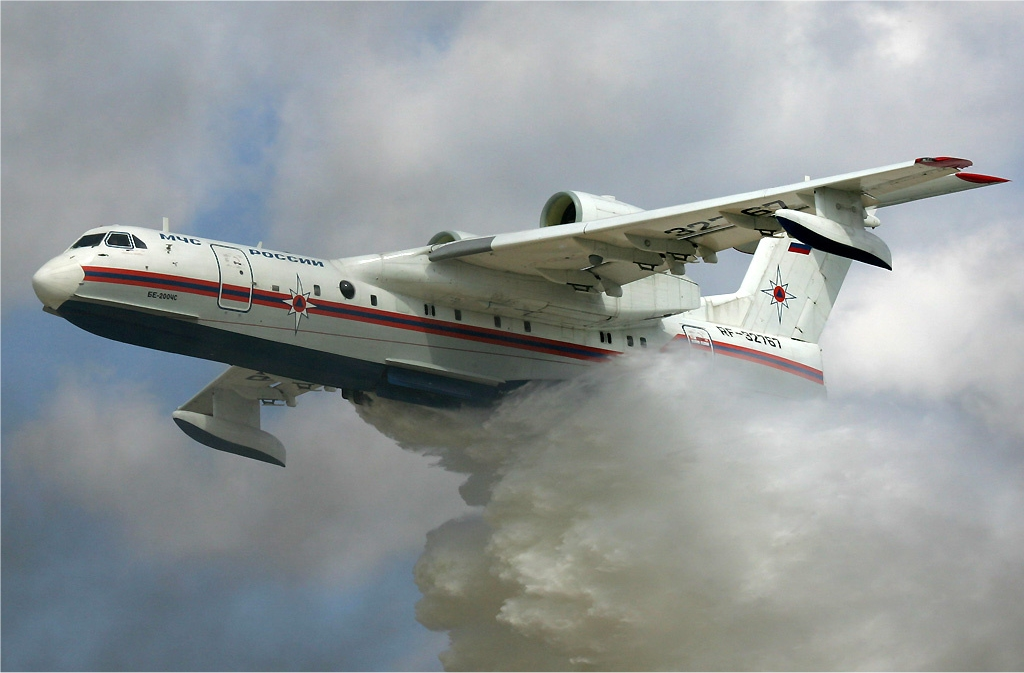
Be-200ChS

베리예프 Be-200 알테어(러시아어: Бериев Бе-200)는 베리예프가 설계 및 제작한 다목적 제트 추진 수륙양용 비행정이다. 소방, 수색 및 구조, 해상 순찰, 화물 및 승객 운송용으로 설계된 것으로 판매되며 용량은 12,000리터(3,200 US gal) 또는 최대 72명의 승객을 수용할 수 있다.
'알테어'라는 이름은 2002~2003년 베리예프와 이르쿠트 직원 간의 경쟁을 거쳐 독수리 별자리의 알파별 이름을 참조하여 선택되었다. "테"(ta)는 타간로크를 의미한다. "어"(ir)는 이르쿠츠크를 의미한다.

## 사양 (Be-200)

### 일반적 특성
- 승무원: 5명
- 용량: 44인 Be-200ES / 72인 Be-210 / 7,500kg(16,500lb) * 화물 탑재량 / 12,000kg(26,000lb) 물 또는 지연제
- 길이: 32m(105피트 0인치)
- 날개 폭: 32.8m(107피트 7인치)
- 높이: 8.9m(29피트 2인치)
- 날개 면적: 117.4m2(1,264평방피트)
- 에어포일: 뿌리: TsAGI 16%; 팁: TsAGI 11.5%
- 공차 중량: 27,600kg(60,848lb)
- 최대 이륙 중량: 41,000kg(90,390lb)(육지)
- 최대 이륙 중량(물): 37,900kg(83,600lb)
- 동력 장치: 2 × Progress D-436TP 터보팬 엔진, 각각 73.55 kN (16,534 lbf) 추력

### 성능
- 최대 속도: 700km/h(430mph, 380kn)
- 크루즈 속도: 560km/h(350mph, 300kn) * 이코노미 크루즈 * 속도: 550km/h(340mph, 300kn)
- 착륙 속도: 200km/h(120mph, 110kn)
- 이륙 속도: 220km/h(140mph, 120kn)
- 최소 속도(플랩 38°): 157km/h(98mph, 85kn)
- 범위: 2,100km(1,300마일, 1,100nmi)
- 페리 범위: 3,300km(2,100mi, 1,800nmi), 1시간 예약 가능
- 서비스 천장: 8,000m(26,000피트)
- 상승 속도: 해수면에서 13m/s(2,600ft/min), MTOW 및 플랩 20°, 해수면에서 17m/s(55.8ft/s), MTOW 및 플랩 0°

## 같이 보기
- 베리예프 A-40
- AVIC AG600